# Wien Hütteldorf
Wien Hütteldorf vasútállomás Ausztriában, Bécsben.

## Vasútvonalak
Az állomást az alábbi vasútvonalak érintik:
- Westbahn
- Vorortelinie
- Verbindungsbahn

## Kapcsolódó állomások
A vasútállomáshoz az alábbi állomások vannak a legközelebb:
- Bahnhof Tullnerfeld
- Wien Penzing
- Wien Wolf in der Au
- Wien Penzing
- Wien Speising
- Wien Westbahnhof
- St. Pölten Hauptbahnhof

## Járatok
| Járat | Útvonal |
| ----- | --- |
|       | Wien Westbahnhof – Wien Hütteldorf – St. Pölten Hbf – Amstetten – Linz Hbf – Wels Hbf – Attnang-Puchheim – Vöcklabruck – Salzburg Hbf (– Rosenheim – München Ost – München Hbf /– Kufstein – Wörgl Hbf – Innsbruck Hbf)                                                                                  |
|       | Wien Westbf – Wien Hütteldorf – Tullnerfeld – St. Pölten Hbf – Amstetten (– St. Valentin) |
|       | Wien Westbf – Wien Penzing – Wien Hütteldorf – Purkersdorf – Neulengbach – St. Pölten Hbf |
| S45   | Wien Handelskai – Wien Heiligenstadt – Wien Oberdöbling – Wien Krottenbachstraße – Wien Gersthof – Wien Hernals – Wien Ottakring – Wien Breitensee – Wien Penzing – Wien Hütteldorf |
| S50   | Wien Westbahnhof – Wien Penzing – Wien Hütteldorf – Wien Wolf in der Au – Wien Hadersdorf – Wien Weidlingau – Unterpurkersdorf – Purkersdorf Zentrum – Unter Tullnerbach – Tullnerbach-Pressbaum – Pressbaum – Dürrwien – Rekawinkel – Neulengbach                                                       |
| S80   | Wien Hütteldorf – Wien Speising – Wien Meidling – Wien Matzleinsdorfer Platz – Wien Hauptbahnhof 9-12 – Wien Simmering – Wien Haidestraße – Wien Praterkai – Wien Stadlau – Wien Erzherzog-Karl-Straße – Wien Hirschstetten – Wien Aspern Nord                                                           |
| U4    | Hütteldorf – Ober St. Veit – Unter St. Veit – Braunschweiggasse – Hietzing – Schönbrunn – Meidling Hauptstraße – Längenfeldgasse – Margaretengürtel – Pilgramgasse – Kettenbrückengasse – Karlsplatz – Stadtpark – Landstraße – Schwedenplatz – Schottenring – Roßauer Lände – Spittelau – Heiligenstadt |